# Distrikt Huayllacayán
Der Distrikt Huayllacayán liegt in der Provinz Bolognesi in der Region Ancash in West-Peru. Der Distrikt wurde am 2. Januar 1857 gegründet. Die Distriktfläche beträgt 117 km². Beim Zensus 2017 wurden 1336 Einwohner gezählt. Im Jahr 1993 lag die Einwohnerzahl bei 1575, im Jahr 2007 bei 1276. Die Distriktverwaltung befindet sich in der 3256 m hoch gelegenen Ortschaft Huayllacayán mit 354 Einwohnern (Stand 2017). Huayllacayán befindet sich 32 km westsüdwestlich der Provinzhauptstadt Chiquián.

## Geographische Lage
Der Distrikt Huayllacayán liegt im Westen der peruanischen Westkordillere im südlichen Westen der Provinz Bolognesi. Der Río Purisima, linker Nebenfluss des Río Fortaleza, durchfließt den Distrikt in überwiegend westlicher Richtung.
Der Distrikt Huayllacayán grenzt im Südwesten an den Distrikt Colquioc, im Nordwesten an den Distrikt Antonio Raymondi, im Nordosten an den Distrikt Cajacay, im Südosten an den Distrikt Ocros sowie im Süden an den Distrikt Congas (die beiden letztgenannten Distrikte gehören zur Provinz Ocros).